# Список правителів Греції
Це список глав держав Греції, від створення сучасної національної держави й дотепер.

## Перша Грецька Республіка(1828—1833)
| Правитель              | Роки життя | Період правління             | Коментарі                                                             |
| ---------------------- | ---------- | ---------------------------- | --------------------------------------------------------------------- |
| Іоанн Каподистрія      | 1776-1831  | 24 січня 1828- 9 жовтня 1831 | Убитий в 1831 році.                                                   |
| Августинос Каподистрія | 1778-1857  | 9 жовтня 1831- 9 квітня 1832 | Голова комісії Тимчасового уряду.                                     |
| Рада керуючих          |            | 9 квітня 1832- 2 лютого 1833 | Колективне керівництво під час очікування створення постійного уряду. |

## Грецьке королівство(1833—1924)

### Династія Віттельсбахів(1832—1862)
| Король        | Роки життя | Період правління                | Коментарі                                                             |
| ------------- | ---------- | ------------------------------- | --------------------------------------------------------------------- |
| Оттон I       | 1815-1867  | 6 лютого 1833- 23 жовтня 1862   | До 13 червня 1835 правив із радою регентів. Був скинутий в 1862 році. |
| Рада регентів |            | 23 жовтня 1862- 30 березня 1863 | Регентство до обрання нового короля.                                  |

### Династія Шлезвиг-Гольштейн-Сьоннерборг-Глюксбургів(1863—1924)
| Король      | Роки життя | Період правління                 | Коментарі                                                                               |                                       |
| ----------- | ---------- | -------------------------------- | --------------------------------------------------------------------------------------- | ------------------------------------- |
| Георг І     | 1845-1913  | 30 березня 1863- 18 березня 1913 | Убитий в 1913 році.                                                                     |                                       |
| Костянтин І | 1868-1923  | 18 березня 1913- 11 червня 1917  | Втік у вигнання в 1917 році і зрікся престолу на користь свого другого сина Олександра. |                                       |
| Олександр І | 1893-1920  | 11 червня 1917- 25 жовтня 1920   |                                                                                         | Помер, обіймаючи пост голови держави. |

Після смерті Олександра було засновано регентство в очікуванні наступника престолу.
| Регент                     | Роки життя  | Період правління                  | Коментарі |                                             |
| -------------------------- | ----------- | --------------------------------- | --------- | ------------------------------------------- |
| Адмірал Павлос Кунтуріотіс | 1855 - 1935 | 25 жовтня 1920- 17 листопада 1920 |           | Подав у відставку після поразки на виборах. |
| Ольга Романова             | 1851-1926   | 17 листопада 1920- 19 грудня 1920 |           |                                             |

Новий уряд провів плебісцит, у результаті якого переважна більшість була за повернення короля Костянтина I.
| Король      | Роки життя | Період правління                 | Коментарі                                                    |
| ----------- | ---------- | -------------------------------- | ------------------------------------------------------------ |
| Костянтин І | 1868-1923  | 19 грудня 1920- 27 вересня 1922  | Зрікся після поразки у Греко-турецькій війні 1919—1922 років |
| Георг ІІ    | 1890-1947  | 27 вересня 1922- 25 березня 1924 | скинутий у 1924 році.                                        |

## Друга Грецька Республіка(1924—1935)
| Президент                  | Роки життя | Період правління                 | Коментарі                                                                                       | |
| -------------------------- | ---------- | -------------------------------- | ----------------------------------------------------------------------------------------------- | --- |
| Адмірал Павлос Кунтуріотіс | 1855-1935  | 25 березня 1924- 15 березня 1926 |                                                                                                 | Обраний парламентом, подав у відставку через диктатуру Генерала Пангалоса.                               |
| Генерал Теодорос Пангалос  | 1878-1952  | 15 березня 1926- 24 серпня 1926  | Військовий диктатор, проголосив себе президентом, був скинутий міністром Георгіосом Конділісом. | |
| Адмірал Павлос Кунтуріотіс | 1855-1935  | 24 серпня 1926- 9 грудня 1929    |                                                                                                 | Повернений на посаду Конділісом, переобраний у 1929 році, подав у відставку через поганий стан здоров'я. |
| Александрос Заіміс         | 1855-1936  | 9 грудня 1929- 10 жовтня 1935    | Скинутий військовим переворотом                                                                 | |

## Грецьке королівство(1935—1973)
| Регент            | Роки життя | Період правління                  | Коментарі                                                           |
| ----------------- | ---------- | --------------------------------- | ------------------------------------------------------------------- |
| Георгіос Конділіс | 1879-1936  | 10 жовтня 1935- 25 листопада 1935 | Призначив сам себе регентом до моменту повернення Короля Георга II. |

### Династія Шлезвиг-Гольштейн-Сьоннерборг-Глюксбургів(1935—1973)
| Король       | Роки життя | Період правління                | Коментарі |
| ------------ | ---------- | ------------------------------- | --- |
| Георг II     | 1890-1947  | 3 листопада 1935- 1 квітня 1947 | Помер бездітним і його місце зайняв молодший брат Павло. |
| Павло І      | 1901-1964  | 1 квітня 1947- 6 березня 1964   | Успадкував владу його син Костянтин. |
| Костянтин II | 1940-2023  | 6 березня 1964- 1 червня 1973   | Після невдалої спроби перевороту 13 грудня 1967 висланий в Італію військовою хунтою, яка провела 21 квітня 1967 року військовий_переворот і фактично відібрала у монарха всю повноту влади. |

## Режим полковників(1967—1974)
З 13 грудня 1967 року конституційні обов'язки короля було покладено на регента, якого призначала військова хунта.
| Регент                         | Роки життя | Період правління                | Коментарі |
| ------------------------------ | ---------- | ------------------------------- | --------- |
| Генерал Георгіос Зоїтакіс      | 1910-1996  | 13 грудня 1967- 21 березня 1972 |           |
| Полковник Георгіос Пападопулос | 1919-1999  | 21 березня 1972- 1 червня 1973  |           |

1 червня 1973 хунта скасувала монархію і замінила її президентською республікою.
| Президент                      | Роки життя | Період правління                  | Коментарі |
| ------------------------------ | ---------- | --------------------------------- | --- |
| Полковник Георгіос Пападопулос | 1919-1999  | 1 червня 1973- 25 листопада 1973  | |
| Генерал Федон Гізікіс          | 1917-1999  | 25 листопада 1973- 18 грудня 1974 | Скориставшись формальним приводом - студентським постанням в Афінах Дімітріос Іонідес усунув від влади Пападопулоса і призначив на пост президента свого земляка Федона Гізікіса, після чого почав проводити політику придушення будь-яких проявів незгоди. |

## Третя Грецька Республіка(з 1974)
У 1974 р. військова хунта була скинута і відновлена демократія. Референдум, який відбувся 8 грудня 1974 підтвердив скасування монархії і створення парламентської республіки із Президентом як главою держави.
| Президент                 | Роки життя | Період правління                 | Коментарі                             |
| ------------------------- | ---------- | -------------------------------- | ------------------------------------- |
| Міхаіл Стасінопулос       | 1903-2002  | 18 грудня 1974- 19 червня 1975   | В.О. Президента                       |
| Константінос Цацос        | 1899-1987  | 19 червня 1975- 15 травня 1980   |                                       |
| Константінос Караманліс   | 1907-1998  | 15 травня 1980- 10 березня 1985  | Перший термін                         |
| Іоанніс Алеврас           | 1912-1995  | 10 березня 1985- 30 березня 1985 | В.О. Президента як спікер парламенту. |
| Христос Сардзетакіс       | 1929-2022  | 30 березня 1985- 4 травня 1990   |                                       |
| Константінос Караманліс   | 1907-1998  | 4 травня 1990- 10 березня 1995   | Другий термін                         |
| Константінос Стефанопулос | 1926-2016  | 10 березня 1995- 12 березня 2005 | Два терміни поспіль                   |
| Каролос Папуліас          | 1929-2021  | 12 березня 2005- 13 березня 2015 | Два терміни поспіль.                  |
| Прокопіс Павлопулос       | 1950       | 13 березня 2015- 13 березня 2020 |                                       |
| Катеріна Сакелларопулу    | 1956       | 13 березня 2020- 13 березня 2025 |                                       |
| Константінос Тасулас      | 1959       | 13 березня 2025-                 |                                       |